# Problème de la Belle au bois dormant
Pour les articles homonymes, voir La Belle au bois dormant (homonymie).

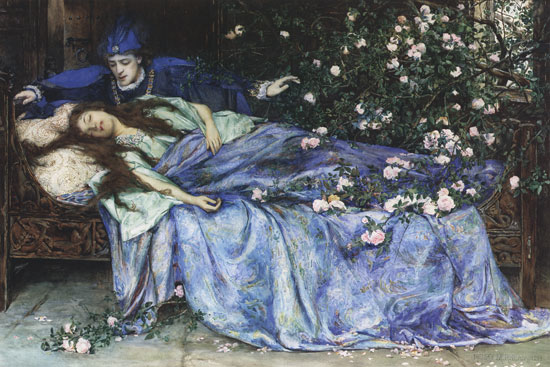
Représentation de 1899 de la Belle au bois dormant.

Le problème de la Belle au bois dormant est un paradoxe probabiliste et philosophique polémique formalisé et énoncé en 2000 par Adam Elga. C'est-à-dire qu'il existe plusieurs interprétations et résultats différents qui coexistent. Cet article expose les différentes modélisations, arguments et solutions connues. Toutefois, il existe des contradictions entre les différents arguments, et aucun consensus n'a été trouvé pour le moment.

## Le problème
Voici l'énoncé du problème, :

Des chercheurs informent la Belle au bois dormant de la procédure suivante : dimanche soir, ils vont l'endormir puis lancer une pièce de monnaie équilibrée pour un tirage à pile ou face. 
- Si la pièce tombe sur face, les chercheurs réveillent brièvement la Belle le lendemain, lundi, et ils ont un entretien avec elle, avant de la rendormir en lui administrant un somnifère à effet amnésique qui lui fait complètement oublier les événements de la journée. Le mardi, la Belle reste endormie.

- Si la pièce tombe sur pile, les chercheurs réveillent brièvement la Belle le lendemain, lundi, et ils ont un entretien avec elle, avant de la rendormir avec un somnifère à effet amnésique. Mais cette fois ci, le mardi, la Belle est réveillée une seconde fois, selon les mêmes modalités que le lundi : entretien, puis endormissement avec effet amnésique.

Au cours de chaque entretien, les chercheurs lui posent la question : « À quel degré devez-vous croire que la pièce est tombée sur face ? »
Que doit-elle répondre ?

### Précisions sur le problème
- La pièce utilisée est équilibrée[1], la probabilité d'obtenir pile est la même que celle d'obtenir face, c'est-à-dire 1/2.

- La Belle est parfaitement au courant des règles et des modalités de l'expérience[3]. On suppose également que la Belle est capable de raisonnement probabiliste[4]. Autrement dit, la réponse de la Belle ne dépend que de la logique et du calcul des probabilités. Le problème revient à savoir quelle est la probabilité d'obtenir pile du point de vue de la Belle.

- Après chaque prise du somnifère, la Belle est dans la même situation qu'au début de l'expérience effectuée le dimanche soir[1]. À chaque réveil, la Belle ignore donc si on est lundi ou mardi[3] et si pile ou face a été obtenu[4].

### Variantes du problème
Certains auteurs présentent le même problème avec de légères modifications ou même des versions qui changent l'expérience. Le but est de pouvoir comparer des situations et de pouvoir mieux comprendre les hypothèses et déductions du problème.
Même expérience mais changement de présentation sur la probabilité recherchée.
L'expérience est la même : pile ou face le dimanche. Dans le cas de face, un seul réveil le lundi ; dans le cas de pile, un réveil le lundi puis un réveil le mardi avec amnésie entre les deux. Il y a un entretien après chaque réveil. Le but est de savoir quelle est la réponse de la Belle à l'entretien du lundi.
Dans ce cas, on ne s'intéresse qu'à la réponse de la Belle sur l'entretien du lundi. Cependant la réponse donnée par la Belle est la même à chaque entretien, on peut se restreindre à un entretien en particulier.
Même problème mais sans mardi.
Afin d'éliminer une partie du problème et de le simplifier, certains auteurs s'intéressent à une autre question sur le problème de la Belle au bois dormant initial : quelle serait la réponse de la Belle s'il n'y avait pas de mardi ? C'est-à-dire dans le cas où la Belle sait qu'elle n'est réveillée que le lundi. Une manière équivalente[réf. souhaitée] de considérer cette question est de réaliser l'expérience initiale du problème de la Belle au bois dormant et lorsque la Belle se réveille le lundi (dans le cas pile ou le cas face), on lui donne l'information du jour. Quelle est la probabilité que la pièce soit tombée sur pile et que la pièce soit tombée sur face ? Comme expliqué dans les sections suivantes, il n'y a pas consensus sur la réponse.
Analogie avec un problème d'urne,
Il est courant en probabilité de représenter des situations plus compliquées par une modélisation plus abordable. Ici, certains auteurs proposent de faire une analogie avec un tirage de boules dans des urnes. Il existe plusieurs tentatives de modélisation selon les auteurs.

## Historique
L'origine de ce problème est incertaine. Il est apparu dans la revue Games and Economic Behavior en 1997 par les auteurs Michele Piccione et Ariel Rubinstein qui proposent deux raisonnements, mais ne précisent pas lequel est correct. 
La formulation actuelle du problème a été donnée par Elga en 2000 en prenant le lecteur à la place de la Belle au bois dormant. Le nom, The Sleeping Beauty Problem, traduit par Belle au bois dormant, a été donné par Robert Stalnaker,.
Depuis de nombreux auteurs philosophes et probabilistes se sont penchés sur le problème avec des arguments et des conclusions différentes. Donnons ici une liste sélectionnée : Lewis (2001), Vaidman and Saunders (2001), Arntzenus (2002), Dorr (2002), Monton (2002), Hitchcock (2004), Weintraub (2004), Meacham (2005), White (2006), Horgan (2004 et 2007), Groisman (2008), Karlander et Spectre (2010), et Hawley (2013). 
La grande majorité des philosophes qui ont abordé le sujet (A Elga, Lewis, L Delabre, N Bostrom ) estiment qu’il s’agit d’un problème d’auto-localisation. La Belle ne sait pas se repérer dans le temps (lundi ou mardi) dans le monde dans lequel elle se trouve à son réveil.
Les notions d'auto-localisation, de monde centré, et de manque d'informations indexicales sont plusieurs manières de nommer le problème considéré d'après N. Bostrom.
Notons que Groisman annonce que les deux positions sont acceptables suivant le point de vue. De manière plus générale, certains auteurs, par exemple Delabre (2015), considèrent que le problème n'est pas suffisamment bien posé pour avoir une unique solution.
Ce problème ne fait toujours pas consensus.

## Les différentes réponses
Plusieurs résultats au problème ont été proposés par la communauté scientifique, mais ils se contredisent. Pour un problème bien posé, il n'y a bien sûr qu'une réponse valide. Ainsi certains chercheurs considèrent que le problème ainsi posé est insoluble ou autrement dit que les raisonnements proposés sont faux parce que le problème contient une contradiction ou une ambiguïté qu’ils ne prennent pas en compte. Présentons les principaux raisonnements.

### Le tiérisme
Il consiste à conclure que la Belle répondra 1/3. Plusieurs raisonnements ont été proposés.

#### Le recours authéorème de Bayespar Elga
Le philosophe Adam Elga qui a rendu célèbre le problème a proposé le raisonnement suivant :
Si elle sait qu’on est lundi, la Belle trouve que P(Lundi-face) = 1/2.
Elle peut donc se servir du théorème de Bayes pour écrire :
1/2 = P(Lundi-Face) sachant lundi = P(Lundi-Face)/[ P(Lundi-Face)+ P(Lundi-pile)]
d’où P(Lundi-Face)) = P(Lundi-pile).
Or, P(Lundi-pile) = P(Mardi). Donc P(Lundi-Face) = P(Lundi-pile) = P(Mardi) = 1/3.
Ce raisonnement a été contesté par Lewis (voir plus bas)
Selon Laurent Delabre, le tiérisme n’explique pas pourquoi la Belle qui croyait, le dimanche soir,  que la pièce avait 1 chance sur 2 de tomber sur face, a changé son opinion à son réveil.

#### Une autre façon d'utiliser lethéorème de Bayes
De façon intuitive, on peut raisonner ainsi : la Belle juge qu’il y a deux jours et deux côtés de pièce soit quatre combinaisons. Elle peut alors noter le cas favorable  P(Lundi-face) = 1/4 et les cas possibles P(réveil) = 3/4. 
Et (1/4) / (3/4) = 1/3.
L’emploi du théorème de Bayes complique un peu les calculs mais conduit au même résultat, ainsi que le montre Philippe Gay.
En termes mathématiques, cela s'écrit comme suit:
{\displaystyle \mathbb {P} (\mathrm {r{\acute {e}}veil} )={\frac {3}{4}}},  {\displaystyle \mathbb {P} (\mathrm {r{\acute {e}}veil} \mid \mathrm {Face} )={\frac {1}{2}}}  et  {\displaystyle \mathbb {P} (\mathrm {r{\acute {e}}veil} \mid \mathrm {Pile} )=1}.
permet d'obtenir
{\displaystyle \mathbb {P} (\mathrm {Face} \mid \mathrm {r{\acute {e}}veil} )={\frac {\mathbb {P} (\mathrm {Face} )\mathbb {P} (\mathrm {r{\acute {e}}veil} \mid \mathrm {Face} )}{\mathbb {P} (\mathrm {r{\acute {e}}veil} )}}={\frac {{\frac {1}{2}}\times {\frac {1}{2}}}{\frac {3}{4}}}={\frac {1}{3}}}   et   {\displaystyle \mathbb {P} (\mathrm {Pile} \mid \mathrm {r{\acute {e}}veil} )=1-\mathbb {P} (\mathrm {Face} \mid \mathrm {r{\acute {e}}veil} )={\frac {2}{3}}}.
Mais poser que la probabilité d’un réveil est de 3/4 semble hardi, sachant que la Belle est toujours réveillée le lundi quel que soit le résultat du tirage au sort. Selon Delabre, le tiérisme bute sur cette difficulté : quelle information reçoit la Belle qui trouvait, le dimanche soir, que la pièce avait 1 chance sur 2 de tomber sur face ?

#### Multiplication des expériences ou fréquentisme
Le raisonnement fréquentiste s'intéresse à l'observation des résultats et au décompte des réveils lorsque l'expérience est répétée un grand nombre de fois. La Belle connait le protocole qui prévoit deux fois plus de réveils lorsque la pièce est sur pile, elle imagine que l’expérience est répétée, et que son réveil est un réveil parmi des milliers. Elle en déduit donc qu’elle a deux fois plus de chances de vivre un réveil-pile, ce qui l'amène à répondre 1/3 à la question de l'entretien,,.
L'objection de J Leslie
Selon Delabre, John Leslie oppose une objection au raisonnement fréquentiste. Certes, si on multiplie les lancers, la  proportion de réveils provoqués par un résultat face est de 1/3. Mais si on ne lance la pièce qu’une seule fois, d’après l’énoncé, les chances d’un réveil unique, provoqué par face, sont de 1/2. La Belle, au demeurant, ne serait pas perturbée de répondre 2 fois « 1/2 » si la pièce tombe sur pile.
Les chaines de Markov
Une manière de modéliser mathématiquement cet argument, est de considérer une chaîne de Markov. C'est-à-dire, on se place dans la modélisation à trois états et on donne les probabilités de passer d'un état à un autre.
- Le passage de l'état Pile-Lundi à l'état Pile-Mardi est obligatoire, la probabilité est 1.
- Après l'état Pile-Mardi, l'expérience est finie. Ainsi on passe à l'expérience de la semaine d'après avec un nouveau lancer de pile ou face. 
  - Le passage de l'état Pile-Mardi à Pile-Lundi arrive lors d'un résultat pile, donc probabilité 1/2.
  - Le passage de l'état Pile-Mardi à Face-Lundi arrive lors d'un résultat face, donc probabilité 1/2.
- Après l'état Face-Lundi, l'expérience est finie. De même que précédemment, on passe à la semaine d'après et :
  - Le passage de l'état Face-Lundi à Pile-Lundi arrive lors d'un résultat pile, donc probabilité 1/2.
  - Le passage de l'état Face-Lundi à Face-Lundi arrive lors d'un résultat face, donc probabilité 1/2.

La matrice de transition {\displaystyle T=\left({\begin{matrix}1/2&0&1/2\\1/2&0&1/2\\0&1&0\end{matrix}}\right)} rassemble ces différentes probabilités et caractérise la chaîne de Markov. Cette matrice admet un vecteur stable, c'est-à-dire vérifiant l'équation {\displaystyle V=MV}. Ce vecteur est {\displaystyle V=(1/3,1/3,1/3)}. Il représente les probabilités d'être dans chacun des trois états au bout d'un grand nombre de semaines. On retrouve donc l'équiprobabilité des trois états ce qui amène à la conclusion 1/3-2/3.

#### L’ajout d’un gain d’argent
Certains auteurs ont imaginé éclairer le problème en proposant un gain financier à la Belle. On lui pose la question suivante à chacun de ses réveils : « De quel côté est tombée la pièce ? ». Et elle touche, par exemple, 10 euros par bonne réponse. Dès lors, si elle répond systématiquement face, elle a 1 chance sur 2 de gagner 10 euros, soit une espérance de gain de 5€. Mais si elle choisit de répondre systématiquement pile, comme on l’interroge deux fois, elle a deux fois 1 chance sur 2 de gagner 10 euros, soit une espérance de 1/2*10 + 1/2*10 = 10€. Son intérêt pour maximiser ses gains est donc de répondre pile à chaque fois.
Ce qui fait varier l’espérance mathématique n’est ici pas la probabilité que la pièce tombe sur face, qui reste de 1/2, mais le fait qu’on la questionne deux fois en cas de pile : ceci est un cas d'effet loupe.

#### Explication par l’effet de loupe
Une explication « intuitive » du résultat « 2/3-1/3 » serait : il y a deux fois plus d’entretiens quand la pièce est tombée sur pile donc, quand il y a un entretien, il y a deux fois plus de chances d'observer que la pièce soit tombée sur pile. Le fait d'observer plusieurs fois le même résultat pile, est précisément ce qu’on appelle effet de loupe en probabilité,,.
Explication du contraire par l'exemple d'un effet filtre
Pour mieux comprendre l’effet de loupe, il est plus facile de saisir son opposé : l'effet filtre. Dans l'exemple du pêcheur sur un lac : sachant que la moitié des poissons d'un lac font moins de cinq centimètres, avec un filet à très petites mailles, il va capturer pour moitié des poissons de moins de cinq centimètres. Supposons maintenant que les mailles de son filet sont plus larges et qu’elles laissent passer la moitié des poissons de moins de 5 centimètres, cette moitié s’échappera du filet contre aucune fuite concernant les gros. En prenant un poisson au hasard dans le filet, on a donc 2 chances sur 3 que ce soit un gros puisqu'il y a 2/3 de gros parmi les poissons remontés.
Cependant, cet effet de filtre ne trompe le pêcheur que si celui-ci ignore que son filet laisse échapper les petites proies. S'il le sait, et dans quelles proportions, en voyant 2/3 de gros poissons dans son filet, il peut calculer facilement qu'il n'y en a que 50 % dans le lac. Or, d’après l’énoncé, la Belle sait qu'on lui pose deux fois la question après un seul résultat pile. Sa vision n'est donc pas vraiment faussée si elle tient compte de cet effet.
Autre exemple pour illustrer l'effet loupe
On peut imaginer un jeu qui reproduise un effet de loupe. On construit une caisse fermée avec deux compartiments notés A et B. Dans un de ces compartiments on enferme une boule. Puis, on place deux caméras dans le compartiment où elle se trouve et une dans le compartiment vide. Ces caméras sont numérotées aléatoirement de 1 à 3 et reliées à un écran. On demande à un joueur de choisir un numéro et d'appuyer sur le bouton correspondant ; cela donnera l'image captée par la caméra. Il a 2 chances sur trois de voir la boule et pourtant si on lui demande de choisir un compartiment de la caisse A ou B il n'a qu'une chance sur deux de trouver la boule.
Là encore, l'effet loupe s'applique, et il est crucial de déterminer si le joueur sait que deux des caméras filment la même boule ou s’il l’ignore, car cela lui permettra de prendre en compte cet effet.

### Le demisme
Il consiste à conclure que la Belle répondra 1/2. Plusieurs raisonnements ont été proposés.

#### David Lewis[4]
Il répond à Elga en proposant la démonstration suivante : 
1) P(Lundi-Face)= 1/2 ; en effet, c’est ce que pense la Belle le dimanche soir, avant que l’expérience ne commence. À son réveil, aucune information ne lui permet de changer cette valeur.
2) On obtient dès lors P(lundi-pile) = P(mardi) = 1/4.
3) Mais lorsqu’elle apprend qu’on est lundi, elle applique la formule du théorème de Bayes :
P(Lundi-Face) sachant lundi = P(Lundi-Face)/[ P(Lundi-Face) + P(Lundi-pile)] = (1/2)/ [1/2 + 1/4] = 2/3.
Selon Delabre, ce dernier résultat, contrintuitif, est le principal défi que doit relever le demisme.

#### le double demisme
Nick Bostrom juge que les raisonnements d'Elga et Lewis sont faux et s’appuie sur  des expériences extrêmes pour le démontrer : 
supposons qu’en cas de pile, on réveille la Belle 9 fois, et en cas de face toujours 1 seule. Si l’on suit le raisonnement d’Elga, selon lequel chaque réveil est aussi probable qu’un autre, elle trouve alors que la probabilité de Face est de 10%. Or, si on suit Lewis, la probabilité de Face reste à 1/2, quel que soit le nombre de réveils mais est recalculée lorsqu’elle apprend qu’on est lundi : P(Lundi-Face) sachant lundi = P(Lundi-Face)/[P(Lundi-Face) + P(Lundi-pile)]. La Belle trouve alors qu’une probabilité de Face égale à 90%. 
N Bostrom imagine ces expériences extrêmes avec un million de réveils en cas de pile. Dès lors la probabilité de Face devient quasi nulle selon le raisonnement d’Elga et, quand la Belle apprend qu'on est lundi, quasi certaine en suivant Lewis.
Le double demisme consiste à penser que la Belle répondra 1/2, même après avoir gagné l'information "nous sommes lundi".
N Bostrom a tenté l’explication suivante : 
Dans le monde Face la Belle est dans deux situations différentes : F1 et F1L.
F1 étant lundi face en ignorant le jour présent et F1L étant lundi face en sachant qu’on est lundi.
Dans le monde Pile, elle est dans trois situations différentes : P1,  P1L et P2 .
P1 étant lundi pile et P2 mardi en ignorant le jour présent et P1L étant lundi Pile en sachant qu’on est lundi.
Lorsqu’on lui dit « nous sommes lundi », elle restreint les possibilités à deux : 
Dans le monde face : F1L
Dans le monde pile : P1L
Et ces deux situations sont équiprobables : P = 1/2
Notons qu’on peut imaginer un double demisme plus simple. Avant de savoir qu’on est lundi, la Belle donne les probabilités suivantes aux jours possibles : 
P(Lundi Face) = 1/2, P(Lundi Pile) = 1/4 P(mardi) = 1/4
Sachant qu’on est lundi elle rectifie ainsi :
P(Lundi Face) = 1/2, P(Lundi Pile) = 1/2 P(mardi) = 0

### Ambiguïté de l'énoncé
Une autre vision du problème est la « désambiguïsation » qui essaye de concilier les différentes visions en estimant que les réponses 1/2 et 1/3 sont en fait les réponses à deux questions distinctes que l’énoncé du problème mélange.
Il est en effet possible de considérer le problème :
- soit en considérant la différence entre le phénomène aléatoire et le dispositif d'observation mis en place qui influe sur la vision de la Belle ;
- soit en considérant les notions de mondes centrés et non centrés ;
- le phénomène d'effet loupe peut aussi expliquer cela.

Berry Groisman commence par l’expérience suivante : à chaque fois qu’une pièce tombe sur face, on met une bille verte dans une urne ; lorsque c’est pile, on y met deux billes rouges. La probabilité d’introduire une bille verte dans l'urne est de 1/2 à chaque lancer. Mais la probabilité d’extraire une bille verte de l'urne est de 1/3. Il s'agit de deux événements distincts (introduction, extraction) donc leur analyse statistique est différente.

## Commentaire
On remarquera que les phénomènes psychologiques : l’amnésie mais aussi le sommeil du mardi en cas de Face troublent la réflexion. Pour contourner cet obstacle, nous chercherons donc à créer un problème similaire mais dont l’énoncé ne contient que des éléments matériels. 
Par exemple, nous supposerons que les réveils de la Belle sont filmés et que le mercredi, l’expérience terminée, on montre une vidéo à un nouveau personnage que nous appellerons Barbe-bleue. Et nous demanderons à ce dernier la probabilité d’un résultat Face.
Il est facile de construire les protocoles qui correspondent aux différentes réponses. 
Protocole tiériste
Non seulement chaque réveil de la Belle est filmé, mais le mardi, en cas de Face, on enregistre aussi quelques minutes de son sommeil. Comme on dispose donc de deux vidéos, on procède à un deuxième tirage au sort pour en choisir une. Par exemple, on extrait d’un paquet une carte qui a autant de chances d’être rouge que noire.
Le mercredi, deux résultats peuvent survenir : 
1) Barbe bleue voit la Belle endormie. 
Il est alors sûr que la pièce est tombée sur Face et que la carte a désigné la vidéo du mardi.
2) Barbe bleue voit un réveil.
Il trouve que la probabilité d’un résultat Face est de 1/3.
Le raisonnement le plus simple consiste à relever que les quatre combinaisons possibles de côté de la pièce et de couleur de la carte sont équiprobables, les deux tirages étant indépendants. On élimine celle qui aurait montré un sommeil, restent les trois autres : Lundi-Face = Lundi-Pile = Mardi-Pile = 1/3.
Mais la Belle n’est pas du tout dans cette situation. 
En effet, comme le temps s’écoule, elle ne peut pas aller directement du dimanche soir au mardi. Elle doit de toute façon passer par le lundi, jour où elle est réveillée et interrogée.
En outre, elle ne peut pas se voir en train de dormir. Certes, on peut lui attribuer un autre emploi du temps le mardi en cas de Face. Par exemple, on lui rend sa mémoire et on la remmène chez elle. Mais c'est la veille, le lundi, qu'on l'a interrogée et qu'elle a répondu. Elle n’est donc pas dans la situation de ce protocole.
Protocole demiste
Cette fois, on ne filme pas la Belle endormie, mais seulement ses réveils. Donc, lorsque Barbe bleue vient le mercredi, si la pièce est tombée sur face, on lui montre le seul enregistrement dont on dispose. Si elle est tombée sur pile, on procède à un deuxième tirage au sort, en extrayant d’un paquet une carte qui a autant de chances d’être rouge que noire.
A la question : « Quelle est la probabilité que la pièce soit tombée sur face ? » il répond 1/2. En effet, il y a 1 chance sur 2 pour que la pièce soit tombée de ce côté et, donc, qu’il n’y ait qu’une seule vidéo.
Cette fois, la Belle est dans la même situation : il y a une chance sur 2 pour que le réveil qu’elle est en train de vivre soit unique.
Il n’existe donc que trois combinaisons de jour et de côté de pièce auxquelles elle donne les probabilités suivantes : 
Lundi Face = 1/2
Lundi Pile = 1/4 et mardi Pile = 1/4.
« Nous sommes lundi »
Selon une variante de l’énoncé, après que la Belle a fourni une première réponse, on lui indique qu’on est lundi. Pour juger des conséquences de cette information, revenons à Barbe-bleue.
Dans le protocole tiériste, en cas de Face, quelques minutes du sommeil du mardi sont filmées. Donc, si Barbe-bleue voit un réveil il trouve que la probabilité de Face est de 1/3. Si on lui dit alors que la vidéo a été tournée un lundi, il trouve que la probabilité de Face est de 1/2. En effet, le deuxième tirage au sort, l’extraction d’une carte rouge ou noire, a désigné le jour où il n’y a pas de sommeil. On revient donc à l’hypothèse de l’énoncé : la pièce a autant de chances de tomber d’un côté que de l’autre.
Par contre, selon le protocole demiste, il n’y a pas de vidéo du mardi-Face. Barbe-bleue trouve donc les probabilités suivantes : 
Lundi Face : 1/2
Lundi Pile = 1/4 et mardi Pile = 1/4.
Si on lui dit que la vidéo a été tournée un lundi, il doit tenir compte du deuxième tirage au sort, celui qui sert à choisir le jour en cas de pile et qui divise par deux les chances de lundi-Pile. Il trouve donc :
Lundi Face : 2/3
Lundi Pile = 1/3
Mais, cette fois, la Belle est dans une situation différente. Si elle apprend qu’on est lundi, il n’y a plus qu’un seul tirage au sort, le lancer de la pièce. En effet, avant de recevoir cette information, elle trouvait qu’en cas de pile, elle avait autant de chances d’être lundi que mardi. C’est la raison pour laquelle elle avait déterminé les probabilités suivantes : 
Lundi Face : 1/2
Lundi Pile = 1/4 et mardi Pile = 1/4.
Lorsqu’on lui apprend qu’on est lundi, elle supprime le tirage au sort qu’elle faisait et trouve : 
Lundi Face : 1/2
Lundi Pile = 1/2 et mardi Pile = 0.
Multiplication des expériences
Si on lance une seule fois la pièce, la Belle répond donc « 1/2 ». Et elle maintient ce chiffre si on lui apprend ensuite qu’on est lundi. Mais la multiplication des expériences vient encore compliquer le problème.
De même que précédemment, nous commencerons par nous demander ce que répondra Barbe-bleue si on lance la pièce un grand nombre de fois. Mais nous garderons le protocole demiste, c’est-à-dire que seuls les réveils sont filmés. Nous savons en effet que c’est celui qui est similaire à la situation de la Belle, sauf dans le cas où on lui apprend qu’on est lundi.
Or, on remarque qu’on peut employer deux procédures très différentes. 
La première consiste à inviter Barbe bleue chaque mercredi à visionner un réveil de la Belle. Et, à chaque fois il répond « I/2 » à la question : « Quelle est la probabilité que la pièce soit tombée sur face ? ». 
Notons un argument puissant qui lui donne raison : si on lance la pièce 200 fois, il voit les 100 réveils Face, 50 réveils Lundi-pile et 50 Mardi-Pile.
Mais la Belle n’est pas dans la même situation : si on lance la pièce 200 fois, elle est réveillée 300 fois : 100 réveils Face, 100 Lundi-Pile et 100 Mardi-Pile. 
A la question : « Quelle est la probabilité que la pièce soit tombée sur face ? » elle répond donc « 1/3 ».
Dès lors, si on veut que Barbe-bleue réponde lui, aussi « 1/3 », il faut utiliser une deuxième procédure : avant de le faire venir on attend d’avoir 300 vidéos et on en choisit une au hasard. Alors, un seul réveil sur trois a été provoqué par Face.
Mais cette deuxième procédure n’est pas la répétition de l’expérience initiale.
Conclusion
L’amnésie qu’on impose à la Belle se révèle une épreuve aléatoire défectueuse. En effet, si on lance une seule fois la pièce, quand elle réfléchit à l’hypothèse d’un résultat Pile, elle ajoute un tirage au sort du type de la carte qu’on extrait rouge ou noire d’un paquet. Elle trouve donc les probabilités suivantes lundi-face : 1/2, lundi-pile 1/4, mardi-pile 1/4. Mais si on lance un grand nombre de fois la pièce, elle change ce deuxième tirage au sort : elle réfléchit à tous les réveils qui sont passés ou à venir,  elle songe qu’elle est en train de vivre l’un d’eux et elle trouve qu’il y a une chance sur trois qu’il soit provoqué par Face. Mais cela n’est pas la répétition de l’expérience initiale.